# Monacos Grand Prix 1964
Monacos Grand Prix 1964 var det första av tio lopp ingående i formel 1-VM 1964.  

## Resultat
1. Graham Hill, BRM, 9 poäng
2. Richie Ginther, BRM, 6
3. Peter Arundell, Lotus-Climax, 4
4. Jim Clark, Lotus-Climax (varv 96, motor), 3
5. Joakim Bonnier, R R C Walker (Cooper-Climax), 2
6. Mike Hailwood, Reg Parnell (Lotus-BRM), 1
7. Bob Anderson, DW Racing Enterprises (Brabham-Climax) (86, växellåda)
8. Jo Siffert, Siffert Racing Team (Lotus-BRM)
9. Phil Hill, Cooper-Climax (70, upphängning)
10. Lorenzo Bandini, Ferrari (68, växellåda)

### Förare som bröt loppet
- Dan Gurney, Brabham-Climax (varv 62, växellåda)
- Maurice Trintignant, Maurice Trintignant (BRM) (53, överhettning)
- Jack Brabham, Brabham-Climax (29, insprutning)
- Bruce McLaren, Cooper-Climax (17, hjullager)
- John Surtees, Ferrari (15, växellåda)
- Trevor Taylor, BRP-BRM (8, bränsleläcka)

### Förare som ej startade
- Innes Ireland, BRP (Lotus-BRM) (olycka)

### Förare som ej kvalificerade sig
- Chris Amon, Reg Parnell (Lotus-BRM)
- Peter Revson, Revson Racing (Lotus-BRM)
- Bernard Collomb, Bernard Collomb (Lotus-BRM)